# 순천경찰서
순천경찰서(順天警察署, Suncheon Police Station)는 전라남도경찰청이 관할하는 경찰서 중 하나이다. 전라남도 순천시 조비길 2(가곡동 435번지)에 위치하고 있다.
서장은 총경으로 보한다.

## 기본 정보
- 주소: 전라남도 순천시 조비길 2(가곡동 435번지)
- 우편번호: 540-080

## 관할 파출소 및 지구대
순천경찰서는 16개의 파출소를 산하에 두고 있다.
| 명칭       | 사진 | 주소                     | 관할구역       | 치안센터     |
| ---------- | ---- | ------------------------ | -------------- | ------------ |
| 남문파출소 |      | 중앙로 2                 |                |              |
| 금당파출소 |      | 해룡면 기적의도서관2길 3 | 해룡면 일부    |              |
| 역전파출소 |      | 팔마로 117               |                |              |
| 왕조파출소 |      | 왕지2길 10-8             |                |              |
| 서면파출소 |      | 서면 동산길 16           | 서면           |              |
| 해룡파출소 |      | 해룡면 월전길 43         | 해룡면 일부    |              |
| 별량파출소 |      | 별량면 반곡길 2          | 별량면         |              |
| 승주파출소 |      | 승주읍 승주로 723-3      | 승주읍         |              |
| 황전파출소 |      | 황전면 괴목길 97         | 황전면, 월등면 | 월등치안센터 |
| 주암파출소 |      | 주암면 동주로 2046       | 주암면         |              |
| 송광파출소 |      | 송광면 쌍향수길 1332     | 송광면, 외서면 | 외서치안센터 |
| 낙안파출소 |      | 낙안면 조정래길 776      | 낙안면         |              |
| 연향파출소 |      | 영향번영길 58            | 연향동         |              |
| 남도파출소 |      | 지현길 21                | 상사면         | 상사치안센터 |
| 북문파출소 |      | 중앙로 214               |                |              |
| 삼산파출소 |      | 중앙로 398               |                |              |

## 같이 보기
- 전라남도지방경찰청